# Joe Dever

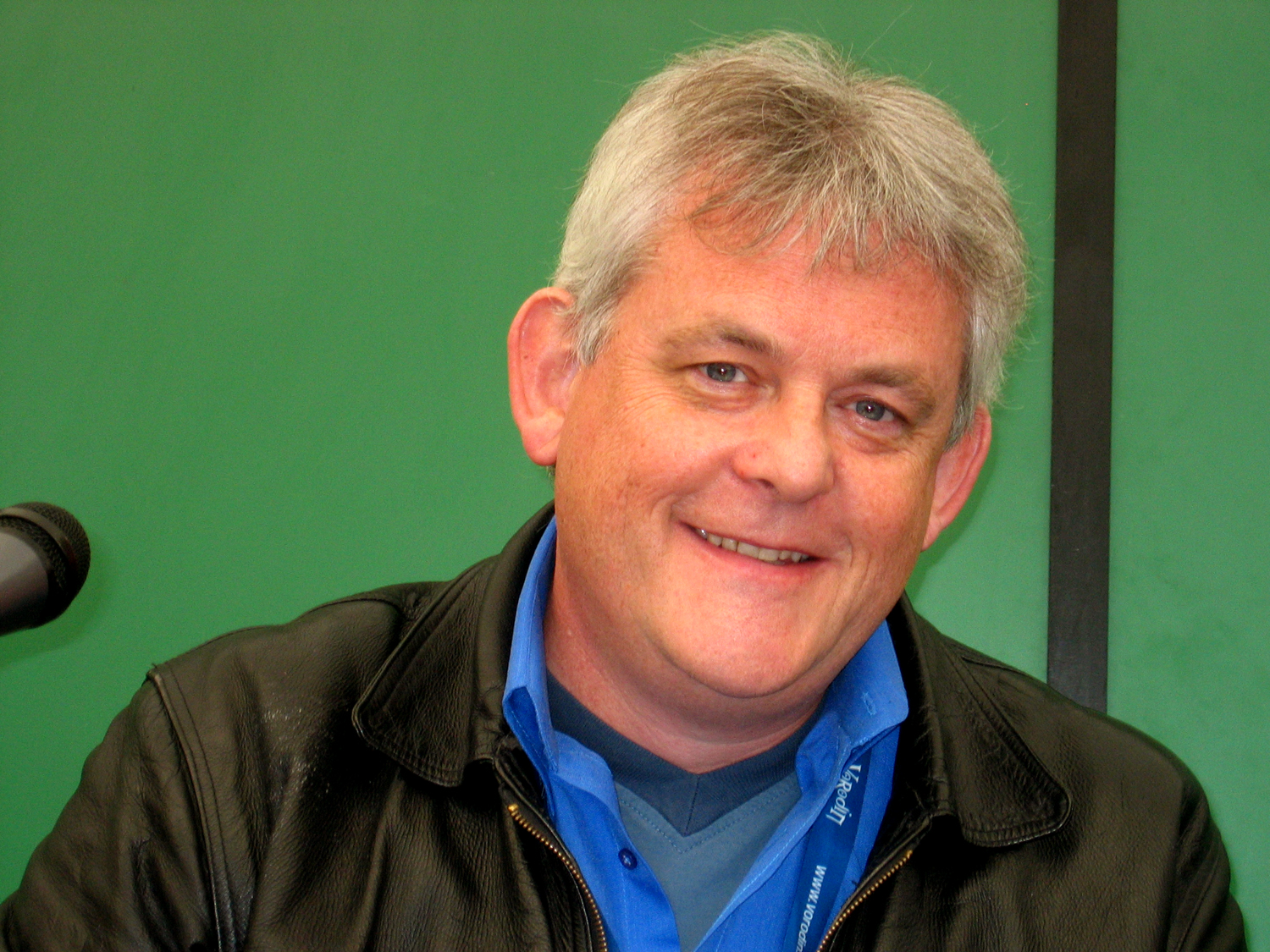
Joe Dever

Joseph Robert Dever (mest känd som Joe Dever), född 12 februari 1956 i Chingford i Waltham Forest utanför London, död 29 november 2016, var en brittisk fantasyförfattare, som bland annat skrev böckerna om Ensamma Vargen. De tolv första böckerna översattes till svenska och gavs ut av Äventyrsspel från 1985 till och med 1990. Utöver Ensamma vargen-böckerna publicerade Äventyrsspel 1986 Boken om Magnamund. Precis som böckerna om Ensamma Vargen utspelar sig serien om Silverstjärna i Joe Devers fantasyvärld Magnamund. Sedan 2007 har förlaget Mongoose Publishing publicerat de engelska böckerna på nytt i samarbete med Joe Dever. Dessa innehåller nya illustrationer av tre illustratörer och den första boken har även utökats med 100 sidor skrivna av Joe Dever där man faktiskt får ta del av invasionen som äger rum av Kai-klostret. Övriga böcker har ett separat bonusäventyr i slutet skrivna av andra författare som har direkt anknytning till seriens intrig. De svenska utgåvorna ges sedan 2013 ut av Åskfågeln förlag med illustrationer av Lukas Thelin. I samband med de nya svenska utgåvorna annonserade Åskfågeln förlag att de även skulle översätta och ge ut rollspelet Ensamma Vargen som tidigare getts ut av Mongoose Publishing.
Project Aon är ett projekt på internet för att publicera dessa böcker. Dever var också spelutvecklare.

## Svensk bibliografi
- Boken om Magnamund (Äventyrsspel 1986)

- Ensamma Vargen 1: Flykt undan mörkret (Äventyrsspel 1985/Åskfågeln förlag 2013 & 2018)
- Ensamma Vargen 2: Eld över vattnet (Äventyrsspel 1985/Åskfågeln förlag 2015 & 2017)
- Ensamma Vargen 3: Kaltes grottor (Äventyrsspel 1985/Åskfågeln förlag 2015)
- Ensamma Vargen 4: Domedagsklyftan (Äventyrsspel 1985/Åskfågeln förlag 2015)
- Ensamma Vargen 5: Skuggor i sanden (Äventyrsspel 1985/Åskfågeln förlag 2016)
- Ensamma Vargen 6: Skräckens länder (Äventyrsspel 1985/Åskfågeln förlag 2016)
- Ensamma Vargen 7: Dödens slott/Slottet död (Äventyrsspel 1986/Åskfågeln förlag 2017)
- Ensamma Vargen 8: Fasornas djungel (Äventyrsspel 1987/Åskfågeln förlag 2018)
- Ensamma Vargen 9: Fruktans kittel (Äventyrsspel 1988/Åskfågeln förlag 2021)
- Ensamma Vargen 10: Torgars fängelsehålor (Äventyrsspel 1988)
- Ensamma Vargen 11: Tidens fångar  (Äventyrsspel 1990)
- Ensamma Vargen 12: Mörkrets herrar  (Äventyrsspel 1990)

- Ensamma Vargen - rollspelet (Åskfågeln förlag 2014)

- Silverstjärna 1: Silverstjärnas ankomst (Äventyrsspel 1986)
- Silverstjärna 2: Skuggornas port (Äventyrsspel 1986)
- Silverstjärna 3: Bortom skuggornas port (Äventyrsspel 1987)
- Silverstjärna 4: Trollkarlarnas kamp (Äventyrsspel 1989)

- Freeway Warrior 1: Motorvägens krigare (Åskfågeln förlag 2017)
- Freeway Warrior 2: Gatlopp genom bergen (Åskfågeln förlag 2018)
- Freeway Warrior 3: Omega-zonen (Åskfågeln förlag)
- Freeway Warrior 4: Nedräkning till Kalifornien (Åskfågeln förlag)

- Freeway Warrior - rollspelet (Åskfågeln förlag 2021)